# تفاف شعيري
التِفاف الشُعيري نوع نباتي يتبع جنس التِفاف من الفصيلة النجمية.

## البيئة والانتشار
موطنه جزر الكناري.

## الوصف النباتي
نبات عشبي ساقه تقريباً معدومة. الثمرة فقيرة.